# Pelhřimov (distrikt)
Pelhřimov (tjeckiska: okres Pelhřimov) är ett distrikt i Tjeckien. Det ligger i regionen Vysočina, i den centrala delen av landet, 90 km sydost om huvudstaden Prag. Antalet invånare är 72 406. Arean är 1 290 kvadratkilometer. Distriktet Pelhřimov gränsar till Benešov.
Terrängen i distriktet Pelhřimov är huvudsakligen kuperad, men den allra närmaste omgivningen är platt.
Distriktet Pelhřimov delas in i:
- Vokov
- Zachotín
- Zajíčkov
- Horní Rápotice
- Jiřice
- Kejžlice
- Vystrkov
- Komorovice
- Bystrá
- Sedlice
- Želiv
- Staré Bříště
- Budíkov
- Čejov
- Mladé Bříště
- Košetice
- Zhořec
- Veselá
- Zlátenka
- Ústrašín
- Útěchovice
- Útěchovice pod Stražištěm
- Útěchovičky
- Bořetice
- Bořetín
- Bělá
- Bácovice
- Bratřice
- Bohdalín
- Častrov
- Čelistná
- Černov
- Černovice
- Červená Řečice
- Čáslavsko
- Čížkov
- Řečice
- Cetoraz
- Chyšna
- Chýstovice
- Buřenice
- Žirov
- Žirovnice
- Pošná
- Nová Buková
- Horní Ves
- Rodinov
- Leskovice
- Eš
- Důl
- Dobrá Voda
- Dobrá Voda u Pacova
- Dubovice
- Dehtáře
- Nová Cerekev
- Těchobuz
- Proseč
- Hojovice
- Hořepník
- Hořice
- Ježov
- Hojanovice
- Jankov
- Svépravice
- Arneštovice
- Kojčice
- Kámen
- Krasíkovice
- Píšť
- Horní Cerekev
- Pacov
- Onšov
- Lukavec
- Božejov
- Lhota-Vlasenice
- Martinice u Onšova
- Křešín
- Křeč
- Křelovice
- Litohošť
- Libkova Voda
- Lidmaň
- Lesná
- Kaliště
- Humpolec
- Pelhřimov
- Kamenice nad Lipou
- Mezná
- Olešná
- Pavlov
- Mezilesí
- Ondřejov
- Mnich
- Polesí
- Moraveč
- Obrataň
- Mysletín
- Rynárec
- Střítež pod Křemešníkem
- Střítež
- Těmice
- Proseč pod Křemešníkem
- Rovná
- Salačova Lhota
- Putimov
- Senožaty
- Syrov
- Stojčín
- Samšín
- Velká Chyška
- Vyklantice
- Vojslavice
- Velký Rybník
- Včelnička
- Věžná
- Vysoká Lhota
- Vyskytná
- Počátky
- Koberovice
- Nový Rychnov

Följande samhällen finns i distriktet Pelhřimov:
- Pelhřimov
- Humpolec
- Kamenice nad Lipou
- Želiv